# Charlie Massó
Carlos Javier Rivera Massó (San Juan, 13 de junio de 1969), más conocido por su nombre artístico como Charlie Massó, es un cantante, actor y conductor de televisión puertorriqueño.

## Carrera
Su carrera artística empezó en el grupo juvenil Menudo. Estando dentro de esta agrupación actuó en la película Una aventura llamada menudo por la cual adquirió fama y popularidad. En este grupo entró reemplazando a René Farrait Nieves. Posteriormente abandonó esta agrupación y viajó a México para trabajar como actor y cantante para la cadena televisiva Televisa. Estando en México se lanzó como solista, iniciando su carrera a finales de la década de los 80's. Su canción más exitosa fue Te me vas en 1994; otros temas importantes fueron Calla corazón, Aunque tu no estás, Inevitable, Hemos madurado, Deja que mi amor... y Creo en ti (a dúo con la cantante venezolana Karina). Incluso cantó también boleros, incursionando después con el grupo de merenguero Kaos.
Su carrera como solista se vio interrumpida debido al retorno del grupo Menudo, conocidos como El Reencuentro.
En 2007 regresó a México para participar en el programa musical Disco de oro, producido por la televisora TV Azteca y conducido por José Luis Rodríguez y María Inés Guerra.
En 2025 en Puerto Rico participa en programa Claro que Baila un show de competencia de baile en vivo.

## Discografía

### Álbumes
- Charlie Massó (1988)
- Sin ti (1989)
- Inevitable (1993)
- Tributo Al Príncipe (2002)

## Filmografía

### Telenovelas
- Fanatikda (2010-2011) - Gonzalo Arpón
- Gata salvaje (2002-2003) - Rodrigo
- Muchachitas (1991-1992) - Mauricio Rubio / Mauricio Durán
- Cuando llega el amor (1989-1990) - Rey
- Amor en silencio (1988)

### Películas
- Bésame en la boca (1995) - Eduardo
- Jóvenes Perversos (1991)